# Encratit
Encratit és el membre de la secta dels encratits (del grec Εγκράτεους Enkrateus que vol dir "abstinents" o persones que practiquen la continència). Van introduir l'abstinència de tot el que en deien "éssers animats" i no menjaven carn.Tampoc bevien vi ni tenien relacions sexuals. Negaven també la salvació d'Adam, el primer home. La secta va actuar principalment a Psídia, Frígia, Isàuria, Pamfília, Cilícia i Galàcia. Tatià va ser el seu fundador i el que més va divulgar la doctrina. Aquest havia estat deixeble de Justí, però quan el seu mestre va ser martiritzat va abandonar l'església i va fundar la secta. Com fan els valentinians, creu en una sèrie d'Eons invisibles, i com Marció i Saturní diu que el casament és una corrupció i un llibertinatge.
La secta va entrar en decadència poc després de la seva fundació al segle iii fins que un home anomenat Severus es va posar al seu davant, i llavors foren anomenats severians. Acceptaven la llei, els profetes i els evangelis, però rebutjaven el llibre dels Actes dels Apòstols.
Es van dividir en moltes petites sectes de les quals les úniques importants foren la dels apostòlics que condemnava la propietat privada, i la dels hidroparastates (hydroparastatæ) que usaven aigua en comptes de vi a l'eucaristia.
El 382 Teodosi el gran va dictar pena de mort per tots els que agafessin el nom d'encratits, saccofors o hidroparastates i va encarregar al Magister Officiarum Florus que busqués als sectaris. Sozomen esmenta un encratit d'Ancira, de nom Busiris, que es va sotmetre al turment durant la persecució de Julià l'Apòstata però sota Teodosi va abjurar. Dositeu de Cilícia va escriure un treball en 8 llibres en defensa de la secta. Van desaparèixer a la meitat del segle v, absorbits segurament pels maniqueus.